# Vîzîrka, Odesa
Vîzîrka (în ucraineană Визирка) este localitatea de reședință a comunei Vîzîrka din raionul Odesa, regiunea Odesa, Ucraina.

## Demografie
Componența lingvistică a localității Vîzîrka
     Ucraineană (85,02%)
     Rusă (11,49%)
     Română (2,64%)
     Alte limbi (0,17%)
Conform recensământului din 2001, majoritatea populației localității Vîzîrka era vorbitoare de ucraineană (85,02%), existând în minoritate și vorbitori de rusă (11,49%) și română (2,64%).